# Hydriomena similaris
Hydriomena similaris là một loài bướm đêm trong họ Geometridae.